# Астапчик, Сергей Леонидович
Сергей Леонидович Астапчик (род. 31 октября 1973, Барановичи, Брестская область) — белорусский футболист, вратарь, тренер.

## Биография
В детско-юношеском возрасте занимался футболом в ДЮСШ г. Барановичи и в футбольных школах Минска. В 1991 году был включён в заявку клуба второй лиги СССР «Динамо» (Брест), но ни одного матча не сыграл. В том же году начал выступать во взрослых соревнованиях в первенстве Белорусской ССР среди КФК.
После распада СССР играл в первой лиге Белоруссии за минские «АФВиС-РШВСМ» и «Смену». В первой половине сезона 1993/94 сыграл один матч в высшей лиге за минское «Торпедо», затем перешёл в «Ведрич» (Речица), где стал основным вратарём. После вылета «Ведрича» из высшей лиги в начале 1997 года перешёл в «Днепр» (Могилёв). В могилёвском клубе провёл пять сезонов, сыграв более 100 матчей. Чемпион Белоруссии 1998 года.
В 2002 году играл за российские клубы первого дивизиона — «Факел» (Воронеж) и «Локомотив» (Чита), но не был основным вратарём. Затем играл на родине, за «Неман» (Гродно), «Динамо» (Брест) и «Славия-Мозырь» в высшей лиге и за «Барановичи» в первой лиге.
В 2005—2007 годах играл за ряд клубов из низших дивизионов Польши. Игровую карьеру завершил в 2008 году в составе «Барановичей».
Всего в высшей лиге Белоруссии сыграл 206 матчей.
После окончания игровой карьеры работал тренером вратарей в клубах «Барановичи», «Колос-Дружба» (Городище), «Рух» (Брест). Принимал участие в соревнованиях ветеранов.

## Личная жизнь
Брат Игорь (род. 1976) тоже был футболистом, играл на позиции защитника, впоследствии — тренер и функционер в разных белорусских клубах.